# ФК Теплице
ФК „Теплице“ (на чешки: Fotbalový klub Teplice, a.s.) е чешки футболен клуб от едноименния град. Създаден е през 1945 г. в Чехословакия.

## Предишни имена
| Години      | Име                                                                                 |
| ----------- | ----------------------------------------------------------------------------------- |
| 1945 – 1948 | СК „Теплице-Шанов“ Sportovní klub Teplice-Šanov                                     |
| 1948 – 1949 | „Сокол“ Теплице Sokol Teplice                                                       |
| 1949 – 1951 | ЗСЕ „Техномат“ Теплице Základní sportovní jednota Technomat Teplice                 |
| 1951 – 1952 | ЗСЕ „Водотехна“ Теплице Základní sportovní jednota Vodotechna Teplice               |
| 1952 – 1953 | ЗСЕ „Ингстав“ Теплице Základní sportovní jednota Ingstav Teplice                    |
| 1953 – 1960 | ДСО „Татран“ Теплице Dobrovolná sportovní organizace Tatran Teplice                 |
| 1960 – 1966 | ТЕ „Слован“ Теплице Tělovýchovná jednota Slovan Teplice                             |
| 1966 – 1991 | ТЕ „Скло Унион“ Теплице Tělovýchovná jednota Sklo Union Teplice                     |
| 1991 – 1993 | ТФК ВТЕ „Теплице“ Tělovýchovný fotbalový klub Vojenská tělovýchovná jednota Teplice |
| 1993 – 1994 | ФК „Фридрих“ Теплице Fotbalový klub Frydrych Teplice                                |
| 1994 –      | ФК „Теплице“ Fotbalový klub Teplice, a.s.                                           |

## Отличия
В  Чехия: (след 1993)
- Гамбринус лига:
  -  Сребърен медал (1): 1998/99
  -  Бронзов медал (1): 2004/05
- Купа на Чехия:
  -  Носител (1): 2002/03, 2008/09
- Типспорт лига: (2 ниво)
  -  Шампион (2): 2001, 2006

В  Чехословакия: (1945 – 1993)
- Чехословашка първа лига:
  -  Шампион (1): 1970/71
  -  Бронзов медал (2): 1952, 1970/71
- Купа на Чехословакия:
  -  Носител (1): 1976/77
- Перлена чаша:
  -  Носител (3): 1968, 1969, 1970
- Чехословашка втора лига:
  -  Шампион (5): 1947/48, 1963/64, 1979/80, 1980/81, 1982/83

## Участие в европейските турнири
- Участник Шампионска лига през 1999/2000
- 3-кратен участник в Купата на УЕФА

Най-високо постижение – 3. кръг през сезон 2003/04 (отстъпва на Селтик от Глазгоу)